# Manami Ebuchi
Manami Ebuchi (jap. 江淵愛美, Ebuchi Manami; * 2. April 1987) ist eine japanische Badmintonspielerin.

## Karriere
Manami Ebuchi gewann bei den Peru International 2010 den Titel im Dameneinzel, wobei sie im Finale gegen Michelle Li aus Kanada mit 21:18 und 21:17 erfolgreich war. Bei den Malaysia International 2010 unterlag sie dagegen im Viertelfinale gegen ihre Teamkollegin Masayo Nojirino mit 17:21 und 12:21 und wurde somit Fünfte in der Endabrechnung. National wurde sie 2005 Juniorenmeisterin im Damendoppel.

## Referenzen
- https://www.unisys.co.jp/news/nr_100201_badminton.html

| Personendaten    | Personendaten                 |
| ---------------- | ----------------------------- |
| NAME             | Ebuchi, Manami                |
| ALTERNATIVNAMEN  | 江淵愛美                      |
| KURZBESCHREIBUNG | japanische Badmintonspielerin |
| GEBURTSDATUM     | 2. April 1987                 |